# Маренков, Алексей Васильевич
Алексей Васильевич Маренков (укр. Олексій Васильович Маренков; 1886—1942) — русский советский художник.

## Биография
Родился 13 марта (25 марта по новому стилю) 1886 года в Орле.
Первоначально рисованию учился у А. Э. Гофмана. В 1905—1912 годах обучался в Киевском художественном училище у Ивана Селезнёва, Григория Дядченко, Фёдора Кричевского; некоторое время был членом Ассоциации художников Красной Украины.
Работал в области книжной графики. Был иллюстратором первого выпуска литературно-художественного сборника Орловского филиала Пролеткульта «Красное утро» в 1919 году.
В 1920-х — 1930-х годах Маренков преподавал в Харьковском художественном институте (ныне Харьковская государственная академия дизайна и искусств). В числе его воспитанников — художник Александр Сиротенко, Алексей Васильевич помогал ему в трудные годы его жизни. Также его учеником был Алексей Щеглов.
В Киеве Алексей Васильевич жил на Спасской улице. В 1938 году был репрессирован.
Фамилия Маренкова высечена на памятнике «Художники — жертвы репрессий».
Работы художника находятся, в частности, в Харьковском художественном музее.
Умер в 1942 году в Киеве.